# 20 Minutes (Francja)
20 Minutes – bezpłatny ogólnokrajowy dziennik francuski wydawany od 2002 roku przez norweską grupę medialną Schibsted i Ouest France Group.
Redaktorem naczelnym 20 Minutes od 2009 roku jest Yvon Mézou.

## Charakterystyka
W aglomeracji paryskiej według danych firmy badawczej Ipsos i stowarzyszenia CESP 20 Minutes osiąga nakład ponad 800 tysięcy egzemplarzy i jest najpoczytniejszym dziennikiem w skali całej Francji. Grupą docelową pisma są młodzi mieszkańcy miast (15–40 lat) Oprócz aglomeracji paryskiej dziennik wydawany jest w ośmiu francuskich miastach: w Lyonie, Marsylii, Tuluzie, Nantes, Nicei, Strasburgu, w Bordeaux i w Lille. Wszystkie mutacje zawierają dwie strony z informacjami ogólnokrajowymi, a reszta stron wypełniają materiały regionalne. Tytuł 20 Minutes odnosi się do średniego czasu, jaki przeciętny Europejczyk mieszkający w mieście spędza w środkach komunikacji w ciągu dnia.Dziennik charakteryzują krótkie, ale esencjonalne teksty napisane prostym językiem.